# ハンス・ヴィンデルシュテイン

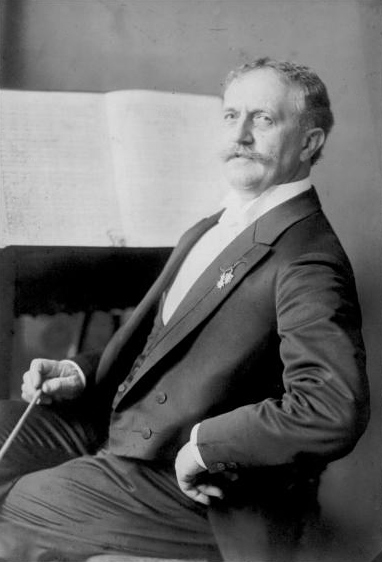
ハンス・ヴィンデルシュテイン

ハンス・ヴィンデルシュテイン（Hans Winderstein, 1856年10月29日 - 1925年6月23日）は、ドイツの指揮者。

## 略歴
リューネブルクの生まれ。ライプツィヒ音楽院でハインリヒ・シュラディエックらに学び、ライプツィヒ・ゲヴァントハウス管弦楽団のヴァイオリニストとして音楽活動を始めた。その後、ヴィンタートゥール音楽院のヴァイオリン教師を経て、新設なったカイム管弦楽団の初代首席指揮者となる。同ポスト辞任後は、ライプツィヒ・ジンクアカデミーや自前の楽団で指揮を執った。ギーセンに没した。